# Stalingrad (Brothers in Death)
Stalingrad (Brothers in Death) è il tredicesimo album studio della band heavy metal tedesca Accept. Il disco è stato pubblicato il 6 aprile 2012 ed è il secondo con il nuovo cantante Mark Tornillo.

## Tracce
1. Hung, Drawn and Quartered – 4:35
2. Stalingrad – 5:59
3. Hellfire – 6:07
4. Flash to Bang Time – 4:06
5. Shadow Soldiers – 5:47
6. Revolution – 4:08
7. Against the World – 3:36
8. Twist of Fate – 5:30
9. The Quick and the Dead – 4:25
10. Never Forget (bonus track) – 4:52
11. The Galley – 7:21

## Formazione
- Mark Tornillo: voce
- Wolf Hoffmann: chitarra
- Herman Frank: chitarra
- Peter Baltes: basso
- Stefan Schwarzmann: batteria